# Giovanni Valentini (Komponist, um 1582)
Giovanni Valentini (* 1582/1583 in Venedig; † 29./30. April 1649 in Wien) war ein italienischer Organist und Komponist.

## Leben
Valentini erhielt seine Ausbildung vermutlich bei Giovanni Gabrieli. 1604 wurde er Mitglied der Hofkapelle König Sigismunds III. Wasa von Polen. Durch Ehen des Königs mit zwei Schwestern Erzherzog Ferdinands II. kam Valentini an den erzherzöglichen Hof in Graz. In der Hofkapelle wurde er als neu angenombner camerorganist aus Poln bestätigt. Als Ferdinand 1619 zum Kaiser gekrönt wurde, nahm dieser seine Kapelle und den Organisten Valentini mit nach Wien. 1629 wurde er kaiserlicher Hofkapellmeister und 1637 von Ferdinand III. ebenfalls als cappelmeister übernommen. Seine Aufgabe war nicht nur die Komposition eigener Werke, sondern auch den Kaiser in seinem kompositorischen Schaffen zu unterstützen und zu korrigieren. Bestattet wurde Valentini in der Wiener Michaelerkirche.

## Werke

### Gedruckte Werke
- Canzoni, libro primo, Venedig 1609
- Motetti (1611, verloren)
- Secondo libro de madrigali, Venedig 1616
- Missae concertatae, Venedig 1617
- Salmi…, Venedig 1618
- Musiche concertate, Venedig 1619
- Musica da camera, Venedig 1621
- Missae quatuor, Venedig 1621
- Messa, Magnificat et Jubilate Deo, Wien 1621
- Musiche, Venedig 1622
- Il quinto libro de madrigali, Venedig 1625
- Sacri concerti, Venedig 1625
- Missa Coronationis (Krönungsmesse für Ferdinand III., 1636)

### Werke im Manuskript
- 3 Messen
- 1 Litanei
- 2 Sonaten

weitere geistliche Werke